# ヴェネツィア共和国

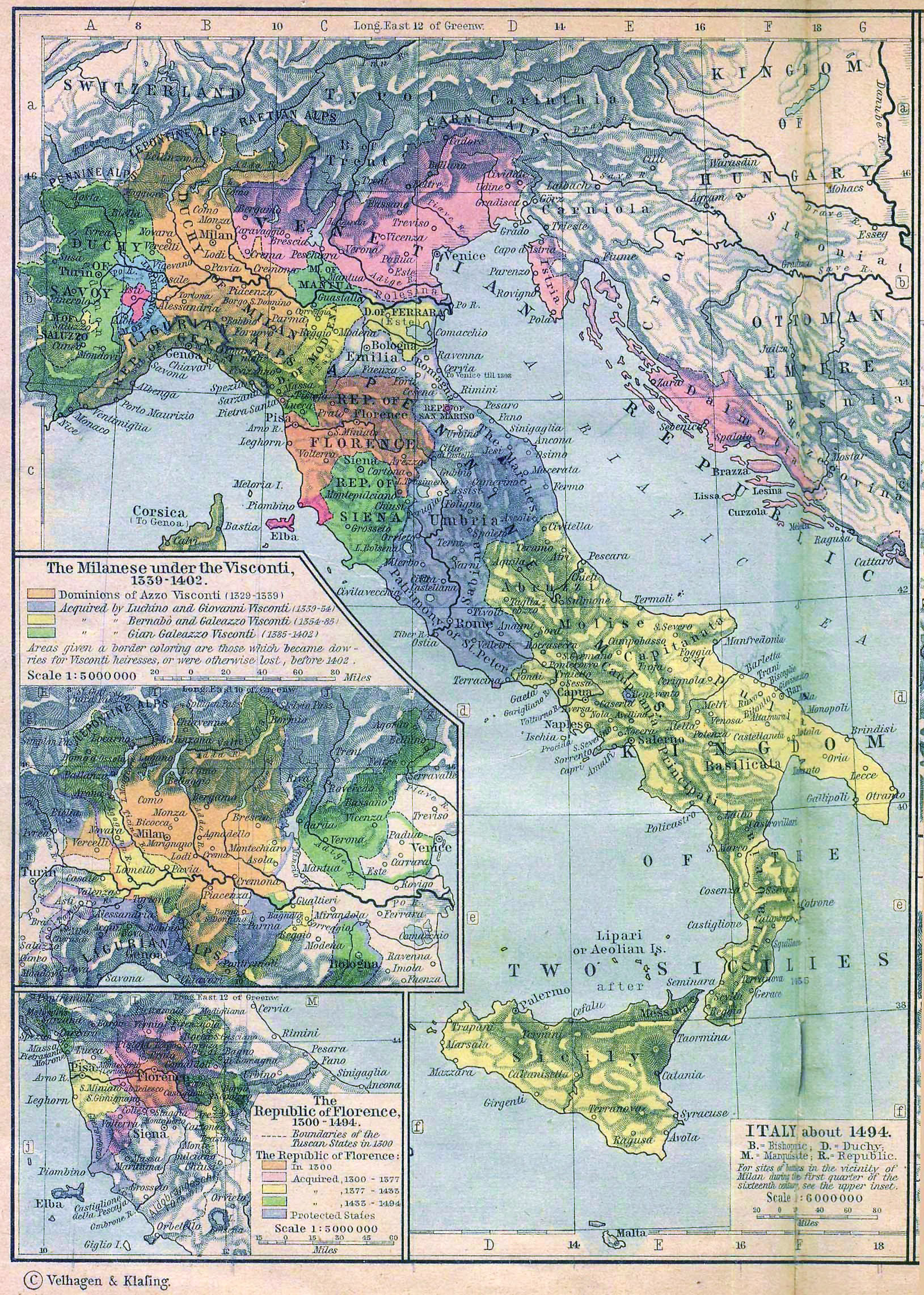
ヴェネツィア共和国（薄赤）の領域はポー平原北部からイストリア半島、ダルマチアに及んでいた。1494年時点の状況

最も高貴な共和国ヴェネツィア
Serenissima Repubblica di Venezia (イタリア語)
Serenìsima Repùblega de Venexia (ヴェネト語)

国の標語: Pax tibi Marce, evangelista meus
汝、我が福音伝道者、マルコに平和を国歌: Juditha triumphans
勝利のユディータ
ヴェネツィア共和国の領土の変遷

最も高貴な共和国ヴェネツィア（もっともこうきなきょうわこくヴェネツィア、ヴェネト語: Serenìsima Repùblica de Venexia(Venessia)、イタリア語: Serenissima Repubblica di Venezia）、通称ヴェネツィア共和国（ヴェネツィアきょうわこく、Repùblica de Venessia、Repubblica di Venezia）は、現在の東北イタリアのヴェネツィアを本拠とした歴史上の国家である。7世紀末期から1797年まで1,000年以上の間にわたり、歴史上最も長く続いた共和国である。「晴朗きわまる所」や「アドリア海の女王」とも呼ばれる。東地中海貿易によって栄えた海洋国家であった。

## 年表
- 697年 - 伝承では、最初のドージェパオルッチョ・アナフェスト（英語版）が選出されたといわれる。
- 726年 - 歴史的に確認されている最初のドージェオルソ・イパート（英語版）が東ローマ帝国から承認される。
- 803年 - パクス・ニケフォーリ（英語版）（カール大帝とニケフォロス1世の間に結ばれた講和条約）により、ヴェネツィアが東ローマ帝国領でありつつも事実上独立していることが確認される。
- 810年 - イタリア王ピピンの侵攻を撃退する。
- 828年 - 福音記者マルコの遺体をアレクサンドリアから運び、守護聖人とする。
- 991年 - バシレイオス2世から金印勅書を獲得し、東ローマ帝国内での免税特権を得る。
- 11世紀初頭 - ダルマチアを征服し、アドリア海の制海権を確保する。
- 11世紀 - アレクシオス1世コムネノスから金印勅書を獲得し、名目上も独立を果たす。
- 11世紀 - アジアから運ばれる商品を中継することで莫大な富を築く。
- 1099年 - 第1回十字軍に参加し、エルサレム王国における名目上の自治権を得る。
- 1204年 - 第4回十字軍に参加しコンスタンティノポリスを占領する。クレタなど獲得する。
- 1258年、1295年、1299年 - ジェノヴァ共和国と衝突する。
- 1284年 - 貨幣「ドゥカート」を発行する。
- 1290年 - ハンガリー国王にヴェネツィアの名家モロシーニ家（英語版）出身のエンドレ3世が即位する。
- 1305年 - オモデオ・タッソがヴェネツィア使者商会を設立する。
- 1310年 - 元首ピエトロ・グラデニーゴによる改革に反発するクーデターが発生（失敗）、以後共和国の政治は事実上の寡頭政に移行する。
  - （1323年に議員世襲制が、1335年に十人委員会が常制化される）
- 1350年から1381年 - ヴェネツィア・ジェノヴァ戦争に勝利する。
- 1355年 - 元首マリーノ・ファリエロが王政を目指しクーデターを起こすも失敗。死刑になる。
- 1408年 - ハンガリー王国からダルマチアを奪取する。
- 1423年 - テッサロニキを獲得する。
- 1425年 - ミラノ公国からアッダ川までの領土を奪取する。
- 1454年 - ローディの和
- 1463年から1479年 - オスマン帝国との戦争によりネグロポンテなどを失う。
- 1482年 - フェラーラ戦争（イタリア語版、英語版）で勝利する。
- 1489年 - キプロス島を獲得する。
- 1503年 - アプリア港を獲得する。
- 1508年から1516年 - カンブレー同盟戦争（イタリア戦争のひとつ）
- 1522年 - ロドス島のロドス包囲戦でオスマン帝国に敗北する。
- 1538年 - プレヴェザの海戦でオスマン帝国に敗北する。
- 1571年 - オスマン帝国により、キプロス島が陥落する。レパントの海戦で勝利するも、キプロス奪還には失敗する。
- 1613年から1617年 - オーストリアとの戦争
- 1628年 - マントヴァ継承戦争（イタリア語版、英語版）
- 1630年ごろ - 黒死病の流行
- 1644年から1669年 - オスマン帝国との戦争によりクレタを失う。
- 1684年から1699年 - モレア戦争（英語版）によりダルマチアおよびギリシアの領土をわずかに回復する。
- 1797年 - ナポレオン・ボナパルトに降伏。カンポ・フォルミオ条約調印によりヴェネツィア共和国は正式に消滅。

## 政府

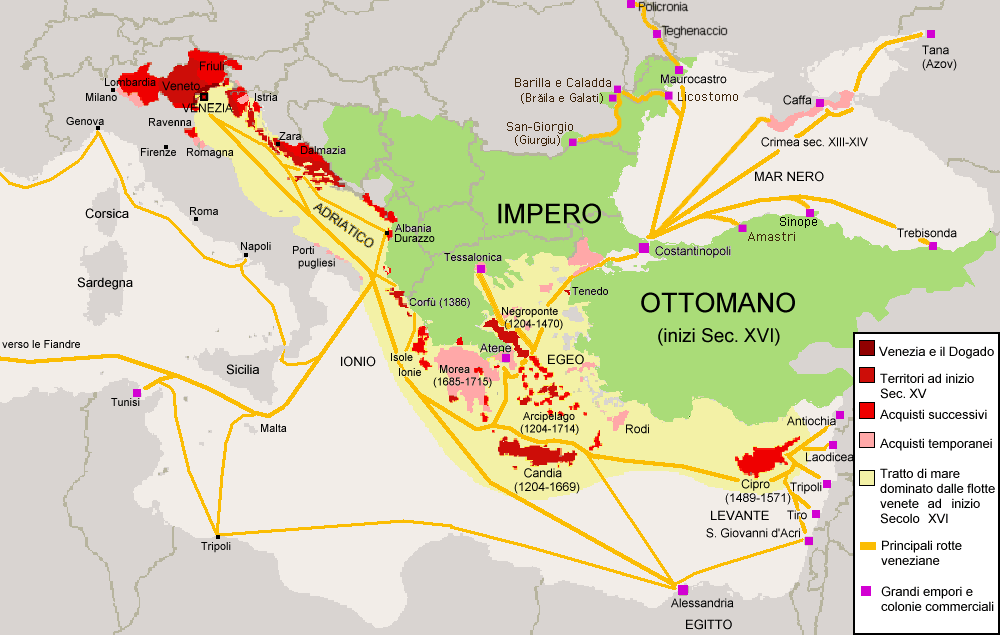
15世紀から16世紀にかけてのヴェネツィア共和国の領域。濃赤は15世紀初頭までの領土、赤は16世紀初頭までの領土、ピンクは一時的に領有していた土地を示す。黄色い領域は制海権を持っていた海域、オレンジの線は主要な商業航路、紫の四角は商業拠点があった場所を示す。

初期のヴェネツィア共和国では、ドージェが独裁的な権限を持っていた。しかし、後にドージェは就任の際に宣誓を求められるようになり、結果として権力は大評議会と共有されることになった。大評議会の定足数は480であり、ドージェも大評議会も互いに相手を無視して決定を行うことはできなかった。
1175年にリアルトの有力貴族が小評議会を設立した。これは6人から成るドージェの顧問である。また、1179年には3人から成る最高裁判所Quarantiaが設けられた。これらは1223年にシニョリーア（Signoria）として統合された。これはドージェを含めて10人で構成され、政府の中枢であった。ドージェが死亡した際には、その葬儀で「ドージェは死んだ。しかしシニョリーアは健在である」と述べられた。また、2人から成るサピエンテス（sapientes）も設立され、後に6人に拡張された。これは他の集団と合わせてコッレージョ（collegio）を構成し、政府の実行部門となった。1229年に設立されたコンシリオ・デイ・プレガディ（Consiglio dei Pregadi）は貴族院のようなものであり、大評議会により選出された60名の議員が構成した。これらの機関のために、ドージェの実権は限定的なものとなり、実際の職権は主として大評議会に委ねられた。1335年に十人委員会が設立され、政府の中枢として非公開の活動を行った。1600年ごろには十人委員会の影響力が大評議会を凌ぐようになり、その権限は縮小された。
トマス・アクィナスは、ヴェネツィア共和国の政体は共和制とドージェによる君主制、そして貴族院による貴族政治と大評議会による民主政治の複合政体であると考えた。また、ニッコロ・マキャヴェッリは、『君主論』でヴェネツィアを共和制国家に分類した。
1454年に3人の調査官からなる情報機関が設立され、諜報、防諜、および国内監視のための情報網を充実させた。これは非合法な政体変革の企てなどを阻止することが目的であった。調査官の一人は赤い外套を着用することからイル・ロッソ（赤い男）と呼ばれ、ドージェの顧問により任命された。他の2名はイ・ネグリ（黒い男）と呼ばれる黒い外套の人物であり、十人委員会に任命される。この情報機関は、徐々に十人委員会の影響下に置かれるようになった。
1556年にprovveditori ai beni incultiが設立され、農業技術や、農業技術開発への個人投資が促進された。これは、16世紀の穀物価格上昇を受けてのことである。

### 元首

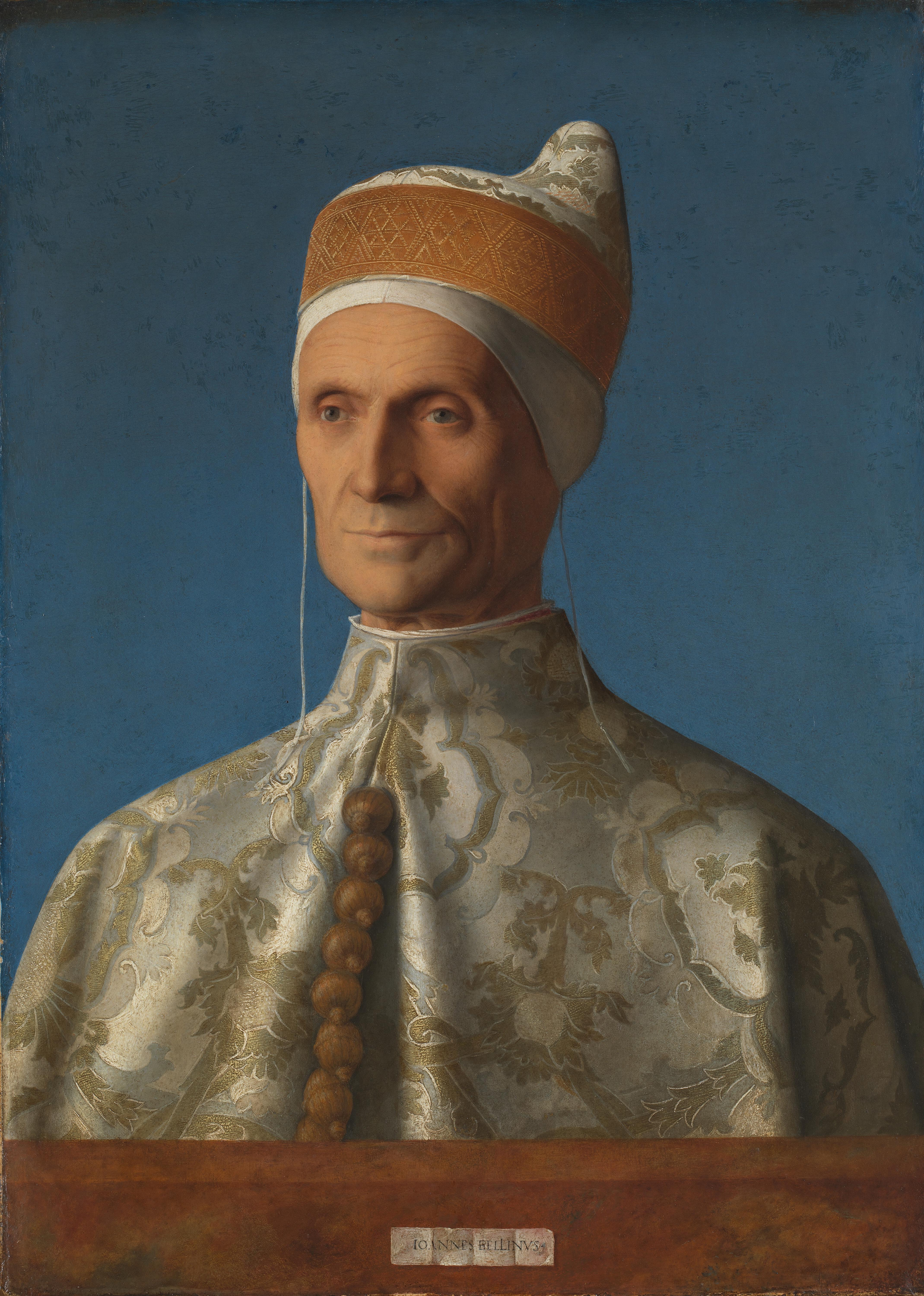
Corno Ducale（ドージェの冠）を被ったレオナルド・ロレダンの肖像画。ジョヴァンニ・ベリーニ、1501年以降、ナショナル・ギャラリー (ロンドン)蔵。

ヴェネツィア共和国の元首はドージェ（ヴェネト語: Doxe, イタリア語: Doge）と呼ばれ、その語源はラテン語: Duxであり、軍の指揮官または公爵を表す。ドージェは貴族による選挙で決定され、終身制である。年配者が選ばれることが多い。日本語で統領、総督と訳されることもある。

#### 選挙

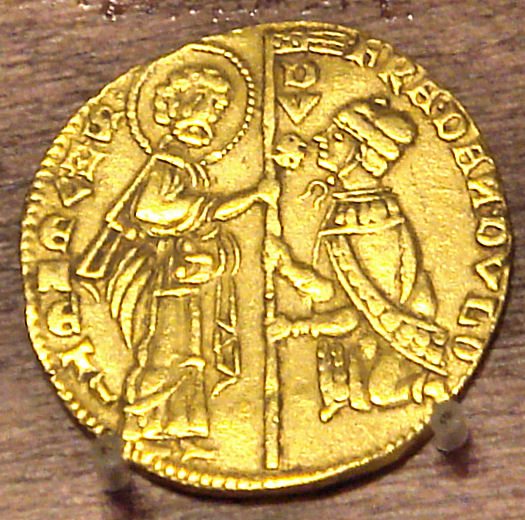
ドージェフランチェスコ・ドナートの金貨。ドージェがヴェネツィアの守護聖人マルコの前に跪いている。

初期のヴェネツィア共和国では、ドージェの選任方法は明確には定められておらず、有力な家門から選出するという慣例があるのみであった。それゆえに、初期のヴェネツィアではドージェが自身の血縁者に後を継がせようとする傾向が強かった。そこで、ドージェが世襲制となることで共和制が崩壊することへの危機感から、ドージェが後継者を指名することを禁じる法律が制定された。1172年には、ドージェは40人の委員による選挙により決められることとなった。この委員は大評議会から選ばれた4人により選任され、この大評議会は12人の委員会が毎年任命する。1229年に支持が20対20となり決着しなかったため、これ以後、委員の数は41とされた。
1268年に制定された選挙方法では、まず30人の委員が籤により大評議会から選ばれる。この30人はさらに籤で9人に絞られ、この9人が40人を選び、そしてその40人は籤で12人に減らされ、その12人が25人の委員を選ぶ。その25人は籤で9人となり、この9人が45人を定める。45人は11人に絞られ、この11人が実際にドージェを決める41人を選任するのである。この複雑な制度のために、有力家門といえどもドージェの位を自由にすることは難しくなった。この制度は1797年の共和国滅亡まで維持された。
新しく選ばれたドージェは、就任の宣誓を行う前に、ヴェネツィア市民からの承認を受けなければならなかった。実際には上述の選挙によりドージェの位は確定するが、それでも形式的にはヴェネツィア市民がドージェを決めていた。

#### 制約

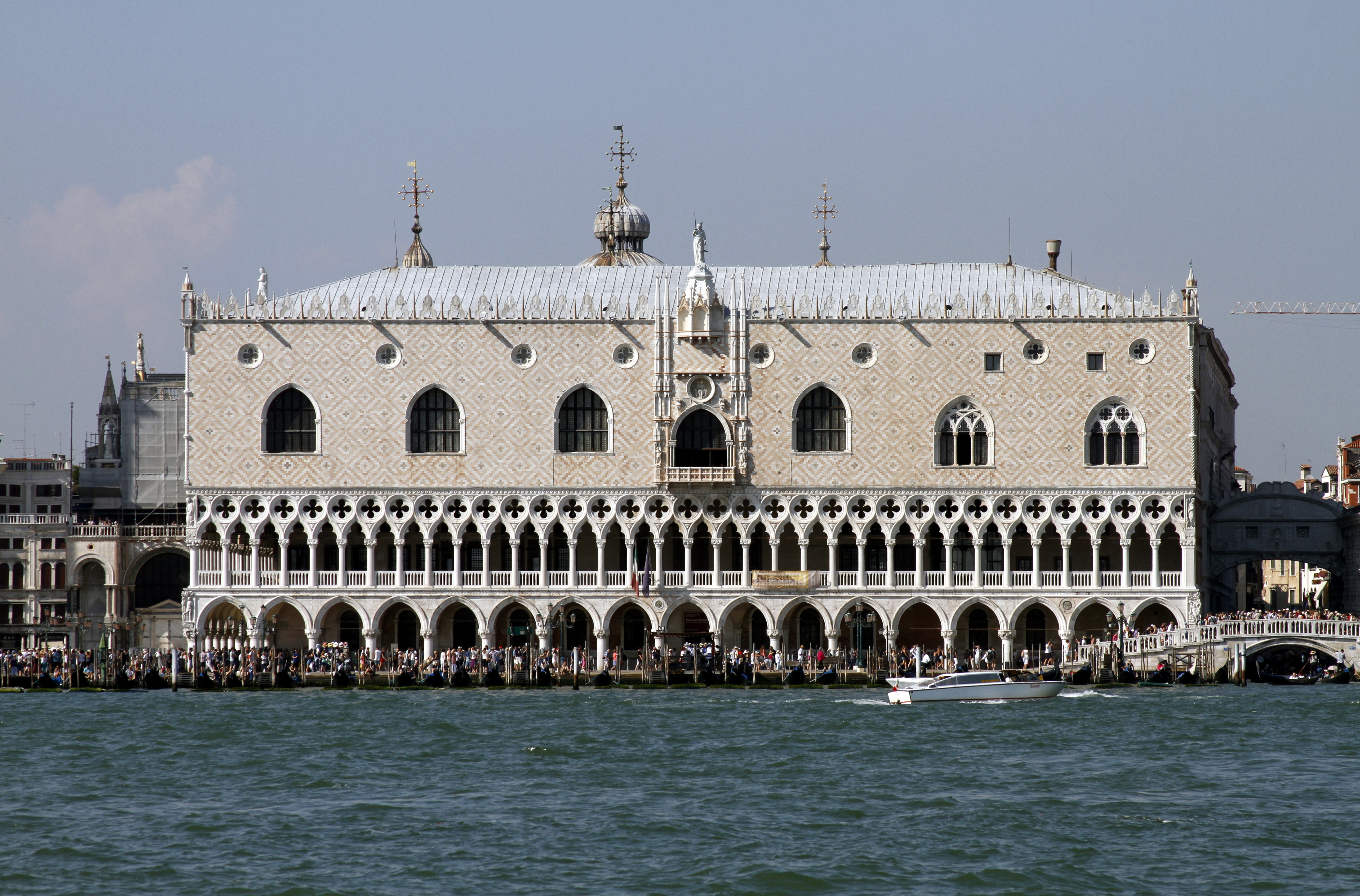
ヴェネツィアのドゥカーレ宮殿

共和国初期にはドージェは独裁的な権力を持っていたが、1268年にその権限を厳しく監視する法律が制定された。外国からの公文書を開封する際には他の官吏の立合いが求められ、国外に私有財産を保有することは禁じられた。
ドージェの任期は、中途で解任された例もあったが、通常は終身であった。ドージェが死亡した後は、その生前の職務について厳しい調査が行われた。この際には、不正の証拠がないかどうか、私有地も調べられた。ドージェに与えられる報酬は決して高額ではなく、在任中も交易などで収入を得る必要があった。こうした収入も、調査の対象となった。
1268年7月7日から、ドージェが空位の間は参事官がドージェの職務を代行することになった。

#### 式典

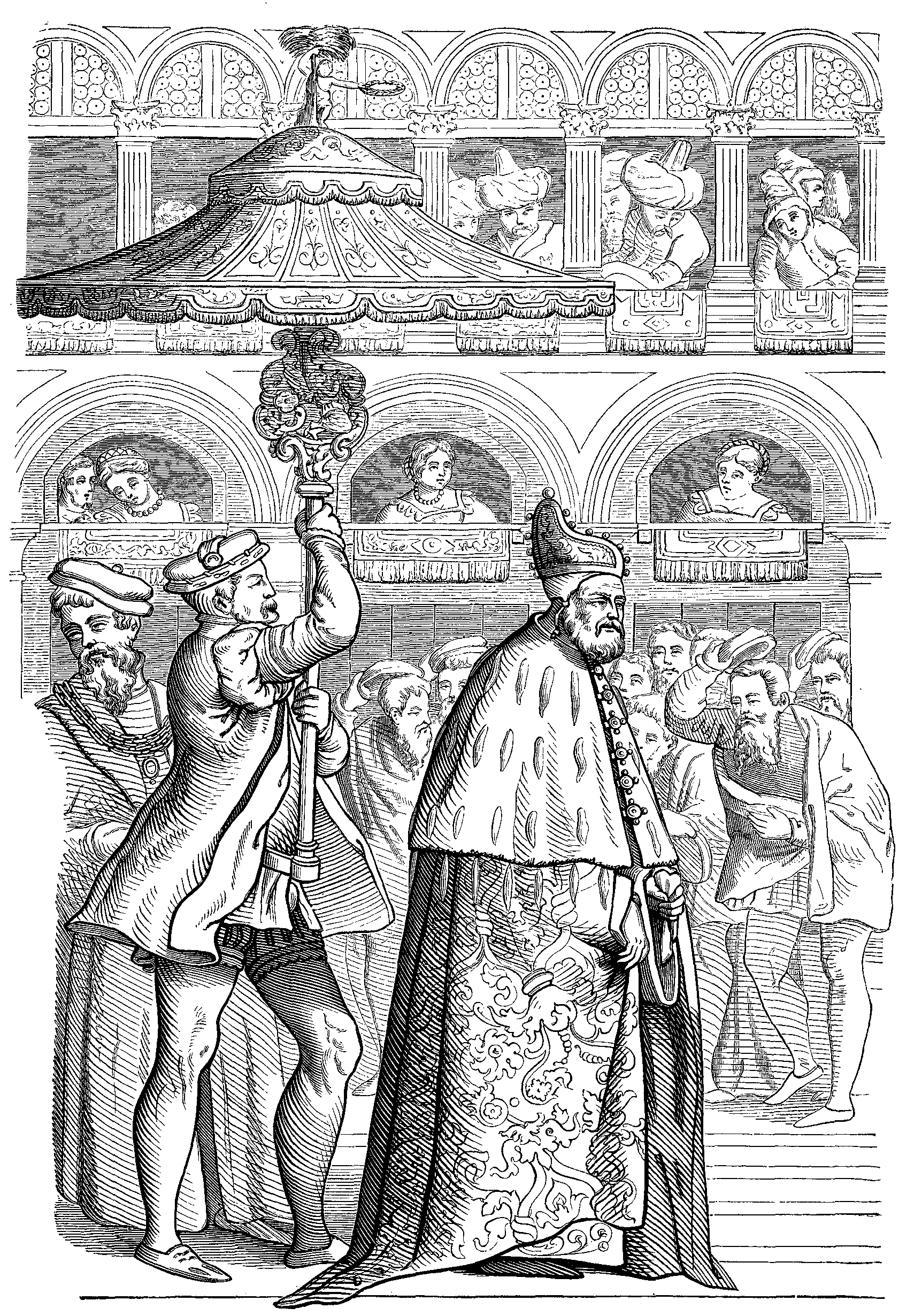
16世紀に行われたドージェの大行進

ドージェには様々な式典を執り行う義務があったが、その中で最も重要なものは「海との結婚」であった。これは、指輪をドージェの公式座乗船ブチェンタウロからアドリア海に落とすものであった。この祭礼の始まりは、ダルマチア征服を記念してピエトロ・オルセオロ2世が1000年の昇天祭で行ったものであった。教皇アレクサンデル3世と神聖ローマ皇帝フリードリヒ1世が1177年にヴェネツィアを訪問した後、この祭典はより盛大に行われるようになった。
ドージェは、他にもサン・マルコ広場から始まる大行進を行った。この行進は下級の公務員が先頭に立ち、順に上級の公務員が続き、ドージェが中央を占め、そして上級の貴族から下級の貴族へ続いた。フランチェスコ・サンソヴィーノは1581年にこの行列の詳細を記述し、チェーザレ・ヴェッチェッリオは1586年にこの大行進の絵を描いた。
14世紀以降、ドージェが式典の際に被った冠はコルノ・ドゥカーレ（イタリア語: Corno ducale）と呼ばれるものである。これは宝石細工の施された錦のボンネットであり、先が角のように尖っていた。これは軟らかな麻のカマウロの上に被られた。復活祭の翌日にドージェはサン・マルコ広場からサン・ザッカリア修道院まで行進し、そこで女子修道院長から、修道女が織った新しいカマウロを贈られた。

### 大評議会
大評議会はヴェネツィア共和国の最高決定機関であり、1300年前後に制定されたセッラータと呼ばれる一連の法的措置によって、大評議会議員は貴族階級の世襲制とされていた。国家元首であるドージェも含め重要な国家官職はすべて大評議会議員の中から選ばれた。
大評議会には、十人委員会、四十人委員会、シニョリーアおよびサン・マルコ財務官や司法長官が属していた。

#### サン・マルコ財務官
サン・マルコ財務官（イタリア語: Procuratori di San Marco）は、当初はサン・マルコ寺院の施設および財産を管理する責任者として創設された官職である。のちに、サン・マルコ寺院に寄進される莫大な資産や財宝、国内で徴収される教会税、政府の税収や戦利品を管理・運営する職責も与えられたことから、国家官職の中でもドージェに次ぐ大きな権力を持つようになった。

#### 十人委員会

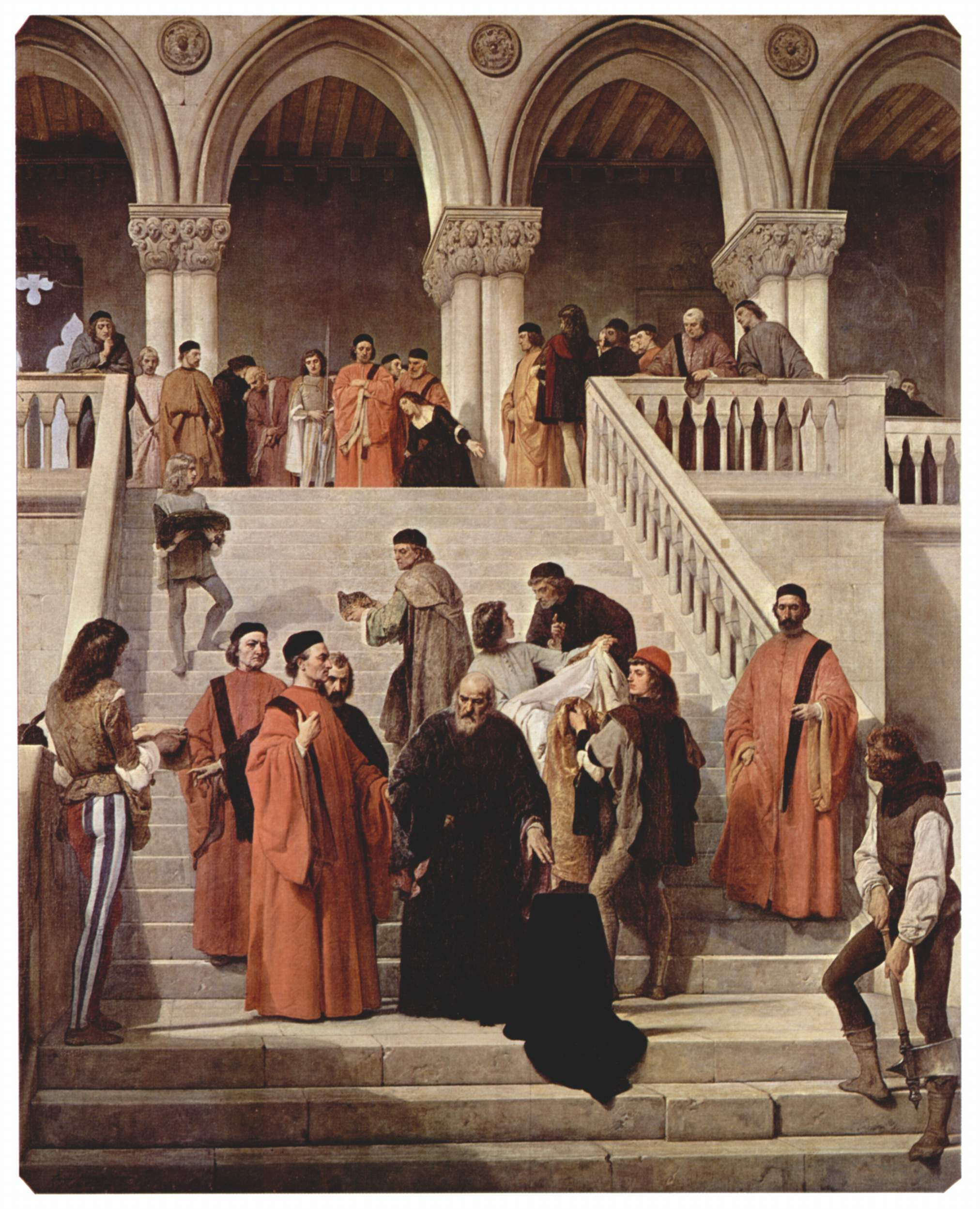
フランチェスコ・アイエツの「ドージェマリーノ・ファリエロの死」における十人委員会 (1867)

十人委員会（ヴェネト語: Consejo de i Diexe、イタリア語: Consiglio dei Dieci）は1310年に設立され、1797年の共和国滅亡まで存続した政府の中枢機関である。その活動はしばしば秘密にされたが、市民からは効率的かつ公正な機関であると認識されていた。十人委員会は、1310年7月10日にバイヤモンテ・ティエポロが共和国に対して起こした反乱を鎮圧するために、臨時職として設けられた。当初は2か月間の暫定機関であったが、期限の更新が繰り返され、1335年に常設化された。
十人委員会の公式な任務は、共和国の治安維持ならびに政府転覆および汚職の防止である。しかし、組織が小さく迅速な決定が可能なため、その職務範囲は徐々に拡大し、1457年の時点では政府の業務全般を取り扱うようになった。特に、十人委員会は共和国の外交および諜報活動を監督し、軍を管理し、そして奢侈禁止令をはじめとする様々な法律の執行を司った。また、十人委員会は不道徳な行い、特に賭博の取り締まりを試みたが、これはうまくいかなかった。

#### 四十人委員会
四十人委員会（ヴェネト語: Cuarantia、イタリア語: Quarantia）は大評議会議員から選ばれ司法権限を有していた。

#### シニョリーア
シニョリーア（イタリア語: Serenissima Signoria）は、ドージェ、6名の評議員（Minor Consiglio）、四十人委員会の3名の代表から構成される合計10名の執政機関。日本語では「政庁」と表記されることもある。

## 経済
ヴェネツィア共和国は、イタリア最大の水系であるポー川を含む河川と、アドリア海の制水権を獲得しつつ商業を拡大させた。のちにはイオニア海、東地中海へと領地を拡大して支配力を高めた。

### 食料交易
食料を自給できないヴェネツィアにとって、初期の交易では食料の調達が特に重要とされた。ポー川をはじめとして内陸からアドリア海に流れる河川にそって交易が行われ、イタリア王国内にあるヴェネツィアの修道院や貴族の土地や、内陸の都市から食料を調達した。重要な河川には警備のための要塞や艦隊が設けられた。
海路では、東ローマ帝国の食料交易などに加えて、教皇領のあるマルケ地方、シチリア王国、ラテン帝国やアカイア公国などのギリシア諸国、クレタ島などから食料を輸入した。さらには、小麦、ワイン、オリーブ油、いちじく、チーズ、塩などの食料を海外から内陸都市へ再輸出することを独占し、対立する都市には禁輸を行うなどの政治的手段も用いた。

### 東ローマ帝国での交易
ヴェネツィア商人は東ローマ帝国内での特権によって、帝国内の都市間や、シチリア王国、十字軍国家、エジプトなどの諸国家と交易を行った。胡椒や絹などの東方貿易の商品のほか、オリーブ油、ワイン、綿、羊毛皮、インディゴ、武具、木材、奴隷などが取引された。帝国内では大土地所有者が支配的地位にあり、商人は排除されていたため、帝国内で多大な利益をあげた。

### 黒海での交易
13世紀には、黒海東部にモンゴル人国家のジョチ・ウルスやイル・ハン国が成立した。一方で地中海ではマムルーク朝によって十字軍国家が消滅し、教皇はキリスト教徒とマムルーク朝との交易を禁じた。このため、ヴェネツィアは東方貿易の商品を黒海経由で取引するようになり、黒海は香辛料、絹、奴隷などの一大供給地となった。

### 地中海西部での交易
イベリア半島でレコンキスタが進行し、ジブラルタル海峡での交通が安定すると、ヴェネツィアもロンドンやブリュージュまで商船を送るようになった。地中海と北ヨーロッパは、それまでの陸路にかわって海路が活発となる。イタリア北部では綿工業が盛んになり、ヴェネツィアは原料と製品の輸送を行った。

### 本土の市場
カナル・グランデに面したリアルト市場で取引が行われた。商船が帰港し、出航するまでの間に輸入商品の販売と輸出商品の購入がされた。地中海は冬は航海に適さず、夏と冬に取引が多かった。

### 金融
商業金融として、東ローマ帝国法の影響を受けたコレガンツァ（同輩組合）があった。コレガンツァには融資者とされる者の双方が出資する形式と、片方のみが出資する形式があった。前者はソキエタス、後者はコンメンダとも呼ばれる。双方が出資するコレガンツァは融資者が3分の2、商人が3分の1を出資し、利潤は折半した。片方のみ出資するコレガンツァは融資者が全額を出資し、利潤は融資者が4分の3、商人が4分の1を受け取った。資本の増加とともに片方のみ出資するコレガンツァが増え、資本がなくても能力がある者によって商人階層が拡大した。のちには海上貸付や為替などの金融も用いられるようになった。

### 通貨
ヴェネツィア共和国の通貨単位はリラ（伊: lira）であり、複数形はlireである。1807年までは独自のヴェネツィア・リラを発行していた。1リラは20ソルド（伊: soldo、複数形soldi）であり、1ソルドは12デナロ（伊: denaro、複数形denari）である。ドゥカートは124ソルドであり、「ゼッキーノ」（伊: zecchino）としても知られるtalleroは7リラである。1807年、ナポレオンのイタリア王国の下でイタリア・リラが通貨として定められた。
18世紀後半には、以下の硬貨が鋳造された。ビロン硬貨として6デナロおよび12デナロ。銀貨として5、10、15、30ソルド。1/8、1/4、1/2、1ドゥカート、1/8、1/4、1/2、1 tallero。金貨として1/4、1/2、1ドゥカート、1 doppia、4、5、6、8、9、10、12、18、20、24、25、30、40、50、55、60、100、105ゼッキーノ。
1797年の臨時政府は10リラ銀貨を発行し、続くオーストリアによる占領下では、1/2、1、1.5、2リラ銀貨と1 zechinno金貨が1800年から1802年の間に発行された。

### 会計監査
イタリアでは都市国家によって組合の構成が異なり、会計にも影響を及ぼした。ヴェネツィアでは、貴族の血縁を中心とした家族組合（ソキエタス）による口別損益計算が行われた。ルカ・パチョーリがヴェネツィアで出版した数学書『スムマ』（1494年）は、複式簿記を最初に体系化・理論化した書籍でもあった。イタリア諸都市では13世紀には職業会計士（rationator）が営利事業の会計と監査に関わっており、ヴェネツィアでは1581年に世界初の職業会計士協会が設立され、1585年に会計専門学校（Collegio dei Raxonati）も設立された。これは公会計と監査の人材育成という目的があった。
ヴェネツィアの簿記は国外に伝わり、15世紀にはニュルンベルクを中心とする南ドイツの商人が複式簿記を採用した。フッガー家のヤーコプ・フッガーや、フッガーの会計主任になるマッティウス・シュヴァルツもヴェネツィアで複式簿記を学び、フッガー家の繁栄の一因となった。

## 交通・通信

### 船舶
13世紀以降の地中海では船舶の種類が増え、コグ船やガレー商船などが導入された。ヴェネツィアはガレー商船が他国に比べて多く、統一規格にもとづいて国立造船所（アルセナーレ）で建造し、国家の所有のもとで定期航海を行った。船団の利用権は有力商人たちの競売にかけられ、ガレー商船は積載量が小さいため高価軽量の商品を運んだ。海軍によって安全を確保し、定期的に船団が運営される点は、ヴェネツィアのガレー商船の特徴であった。一方で、帆船は多くが私立造船所で建造され、ヴェネツィア人以外にも用いられた。帆船は積載量が大きいため、食料、綿や羊毛などの原料、資材などの低価格で重量のある商品を運んだ。

### 商業通信
13世紀以降は、行商から通信による取引への移行が進んだ。商人は船便による文書で連絡を取り、遠方の市場にいる代理人に取引を依頼した。15世紀にダマスクスの代理人からヴェネツィアへ送られた文書の例としては、商業書簡、勘定書、価格表、購入報告書の4種類がある。このように文書によって遠方の取引を行っていた。

## 領土
ヴェネツィア共和国の領土は、大きく分けてドガード、スタート・ダ・マール、ドミニ・ディ・テッラフェールマの3つに分かれる。

### ドガート
ドガードは、いわゆるヴェネツィア共和国の首都、あるいは本国と呼ぶべき場所である。現代のヴェネツィア本島を筆頭とする、ヴェネツィアの潟に浮かぶ島々が該当する。

### スタート・ダ・マール
スタート・ダ・マールは、イストリア半島やダルマツィア地方を筆頭に、クレタ島（ヴェネツィア領クレタ）やキプロス島（ヴェネツィア領キプロス）などの海外植民地を指す。
後にオスマン帝国の台頭により、ギリシャやエーゲ海の島々、キプロス島、クレタ島などを奪われ、共和国滅亡時にはイストリア半島やダルマツィア地方などのアドリア海沿岸地域のみが残っていた。

### ドミニ・ディ・テッラフェールマ
ドミニ・ディ・テッラフェールマは、現代のヴェネト州を中心にフリウリ＝ヴェネツィア・ジュリア州西部やロンバルディア州東部などのイタリア北東部地域においてヴェネツィア共和国が統治した属領を指す。
ミラノ公国やフェラーラ公国、マントヴァ侯国、教皇領などと境を接しており、イタリア戦争でたびたび戦場になった。共和国滅亡時にも、フランス革命戦争によりナポレオン・ボナパルト率いるフランス軍とオーストリア軍の戦場になっている。

## 出版
ヨハネス・グーテンベルクの活版印刷が1460年代からイタリアに導入され、ヴェネツィアがヨーロッパ最大の印刷中心地となった。ヴェネツィアの印刷技術は鮮明さ、紙質、字体で定評があり、インキュナブラと呼ばれる印刷物が多数製作された。